# Wassertrüdinger Kreis

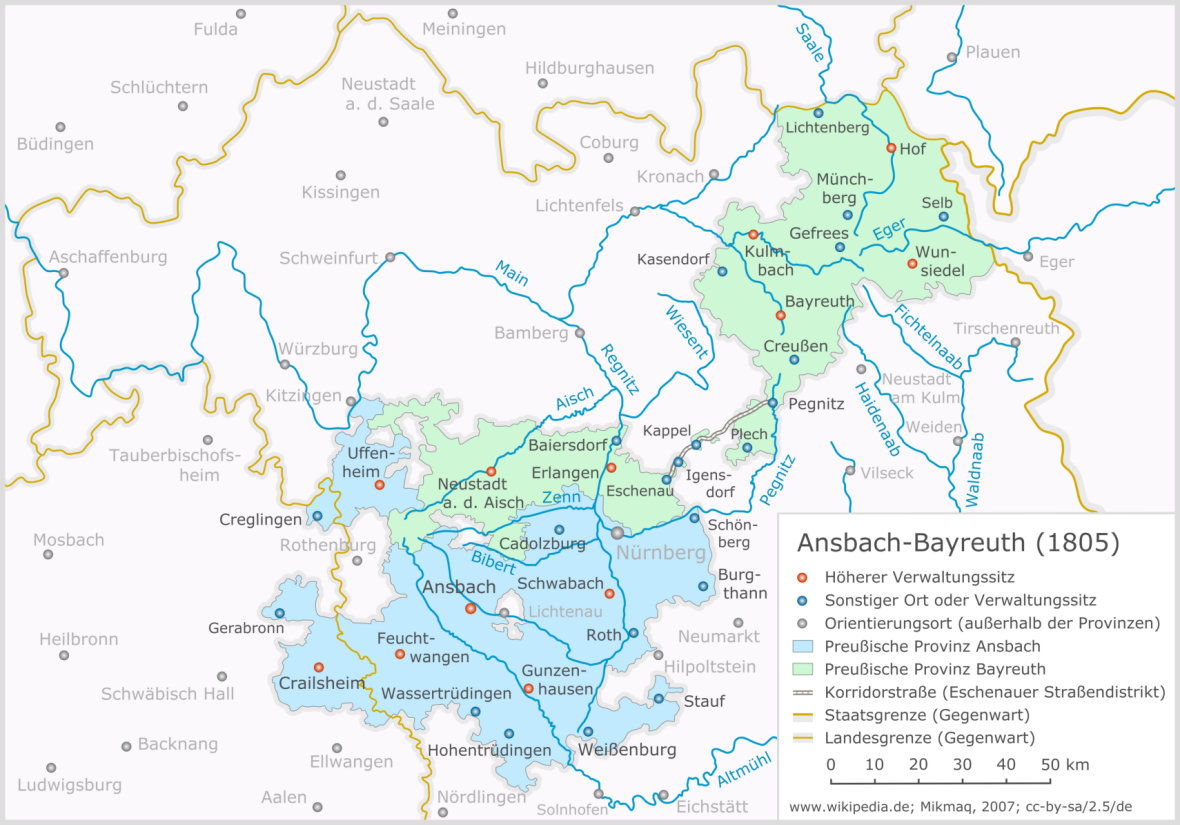
Ansbach-Bayreuth (nach territorialer Neuorganisation) im Jahr 1805

Der Wassertrüdinger Kreis war einer von sechs Landkreisen im Fürstentum Ansbach unter preußischer Verwaltung mit Sitz in Wassertrüdingen.

## Geschichte
Der Wassertrüdinger Kreis bestand von 1797 bis 1806. Die Kreisbehörde hatte die Bezeichnung Kreisdirektorium. Er wurde aus den Oberämtern Wassertrüdingen und Hohentrüdingen gebildet. Justiz und Verwaltung wurden getrennt. An Unterbehörden gab es die Justizämter Heidenheim, Wassertrüdingen, die Kammerämter Heidenheim, Wassertrüdingen und das Magistrat Wassertrüdingen. Die Behörden wurden zunächst vom neuen Königreich Bayern übernommen, am 1. Oktober 1808 wurden diese dann aufgehoben. An ihrer Stelle wurden die Landgerichte Wassertrüdingen, Heidenheim geschaffen, die sowohl für die Verwaltung als auch Justiz zuständig waren. Enhofen kam ans Herrschaftsgericht Ellingen, Eßlingen, Siebeneichhöfe und Solnhofen an das Landgericht Monheim.

## Orte des Wassertrüdinger Kreises

### Justiz- und Kammeramt Wassertrüdingen
Der Bezirk des Justiz- und Kammeramtes Wassertrüdingen ist weitestgehend identisch mit dem des Oberamtes Wassertrüdingen. 1801 umfasste er 96 Orte:
- Altentrüdingen
- Ammelbruch
- Baudenhard
- Baum- oder Siebhof
- Beierberg
- Bernhardswinden
- Birkach
- Botzenweiler
- Brennhof
- Brunn
- Burck
- Burgstallmühle
- Carlsholz
- Clarmühle
- Dambach
- Dennelohe
- Dorfkemmathen
- Dührn
- Ehingen
- Ehrenschwinden
- Eybburg
- Flinsmühle
- Friedrichsthal
- Fröschau
- Gelzhofen
- Gelzmühle
- Gerolfingen
- Grüb
- Gugelmühle
- Haardhof
- Hallspach
- Hammermühle
- Haslach
- Heinersdorf
- Hüttlingen
- Illenschwang
- Kaltenkreuth
- Keitelsbach
- Königshofen
- Kreuthof
- Kreuthmühle
- Kröttenbach
- Kugelmühle
- Küssenhof
- Langfurth und Mühle
- Laufenbürg
- Lehenmühle zwischen Knittelsbach und Neustädtlein
- Lentersheim
- Limburg und Schaafhof
- Lohemühle bey Dinkelsbühl
- Lohemühle bey der Wizmannsmühle
- Matzmannsdorf
- Meierndorf
- Neumühle bey Untermichelbach
- Neumühle oberhalb Wailtingen
- Neustädtlein
- Nordstetten
- Oberaumühle
- Oberkemmathen
- Ober- oder Kleinlellenfeld
- Oberkönigshofen
- Obermichelbach
- Obermögersheim
- Oberschwaningen
- Oehlmühle
- Opfenried
- Pulvermühle bey Dinkelsbühl oder Muntschi genannt
- Röckingen
- Rohrbach
- Röttenbach
- Röttnersdorf
- Schadelsches Herrenhaus bey Dünkelsbühl
- Schiesshaus Dinkelsbühl
- Schleifmühle
- Schlierberg
- Schmalzmühle
- Schobdach
- Schwandmühle
- Sinnbronn
- Stöckach
- Stockenmühle
- Tiefweg
- Ungerhof
- Unter- oder Groslellenfeld
- Untermichelbach
- Unterschwaningen
- Villersbronn
- Walkmühle
- Wassertrüdingen
- Weiher- oder Weishaus
- Weihermühle
- Welchenholz
- Wittelshofen
- Wizmannsmühle
- Wolfershof
- Wörschhofen

### Justiz- und Kammeramt Heidenheim
Der Bezirk des Justiz- und Kammeramtes Heidenheim ist weitestgehend identisch mit dem des Oberamtes Hohentrüdingen. 1801 umfasste er 80 Orte:
- Auernheim
- Berolzheim
- Bronnhof
- Bühlhüttenmühle
- Catharinen Capelle
- Cronhof
- Degersheim
- Dittenheim
- Dökingen
- Dornmühle
- Egenthal
- Ehlau oder Ehlheim
- Enhofen
- Eslingen
- Eulenhof
- Falbenthal
- Fuchsmühle
- Gärtnershof
- Gailsheim
- Gnotzheim
- Grosholzhof
- G’stadt
- Hagenhof
- Hasenmühle bey Hechlingen
- Hechlingen
- Heidenheim
- Heinrichshof
- Hochholz
- Hohentrüdingen
- Hüssingen
- Kirschenmühle
- Kohlhof
- Krämershof
- Kreuthof
- Kurzenaltheim
- Leonleinsberg oder Bergershof
- Ludelsmühle
- Marienbronn
- Meinheim
- Möhrenbergershof
- Nährmühle
- Obelshof
- Oberweiler
- Oberappenberg
- Oberheumödern
- Ostheim
- Papiermühle bey Wolfsbronn
- Polsingen
- Rangmühle
- Rohrach
- Rohr- oder Balsenmühle
- Rossmanns- oder Rossmeiersdorf
- Säg- oder Reißmühle
- Sägmühle bey Windischhausen
- Sägmühle bey Wolfsbronn
- Sammenheim
- Schecken- oder Hehrmühle
- Schlittenhard
- Siebeneichhof
- Solnhofen
- Spielberg
- Stahlmühle
- Trendel
- Treuchtlingen
- Unterheumödern
- Untermühle bey Meinheim
- Unter- oder Ruvelsmühle bey Windischhausen
- Ursheim
- Weiherhaus oder Lohemühle
- Weilerau
- Westheim
- Wettelsheim
- Wieshof
- Wiesmühle
- Windischhausen
- Windsfeld
- Wolfsbronn
- Ziegel- oder Schnekenmühle
- Ziegelhütte
- Zollmühle